# Guerra d'Aroostook

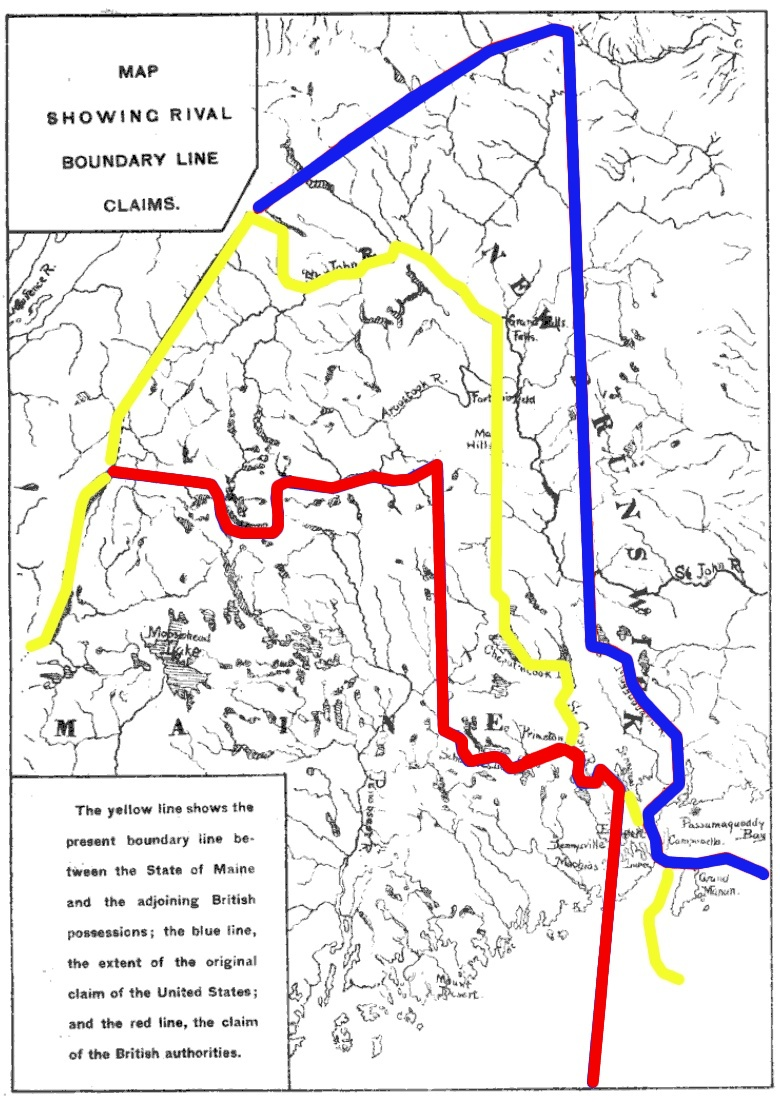
Mapa que mostra les línies frontereres en disputa (en vermell la britànica i en blau la dels Estats Units)

La Guerra d'Arostook (de vegades anomenada Pork and Beans War o Guerra de la cansalada i les mongetes) va ser una confrontació que va tenir lloc els anys 1838–1839 entre els Estats Units i el Regne Unit sobre la seva frontera internacional entre la colònia britànica de Nova Brunswick i l'Estat de Maine. Es va arribar a un compromís de pau, el Tractat Webster-Ashburton de 1842, el qual fixà la frontera permanentment. El terme "guerra" es considera retòric, malgrat que es van mobilitzar les milícies locals, mai no es va produir cap combat important. L'esdeveniment es descriu millor com un incident internacional.